# Benvolio

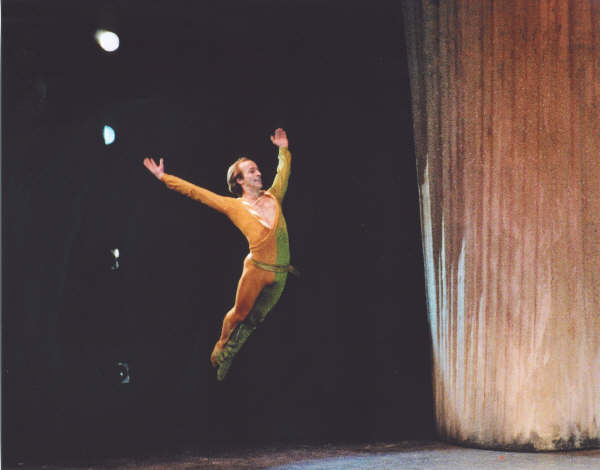
Benvolio w wykonaniu Jacques'a St-Cyr. Balet Romeo i Julia.

Benvolio – postać fikcyjna, występująca w tragedii Williama Shakespeare’a pt. Romeo i Julia.
Benvolio jest kuzynem Romea, zazwyczaj występuje w towarzystwie jego i Merkucja, cała trójka stanowi grupę przyjaciół. Młodzieniec ten jest powściągliwy, zawsze stara się unikać starć, dąży do zachowania pokoju pomiędzy skłóconymi rodzinami. Jednocześnie nie unika walki, gdy ta jest konieczna – tak dzieje się np. podczas pierwszego aktu, kiedy zostaje zmuszony do obrony przed Tybaltem.
Jego imię znaczy tyle, co chcący dobra – Benvolio wywiązuje się z tej roli, będąc tym, który łagodzi spory. Być może imię bohatera wywodzi się od angielskiego słowa benevolent – życzliwy, dobroduszny, co jest dość celnym opisaniem usposobienia Benvolia.
Postać pod takim imieniem występuje także w utworze Tragiczne dzieje doktora Fausta autorstwa Christophera Marlowe, będącego rówieśnikiem i inspiracją dla Szekspira.